# Nils-Eric Ringbom

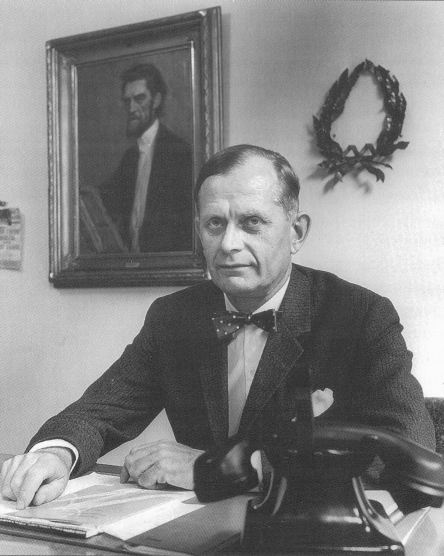
Nils-Eric Ringbom (ca. 1960)

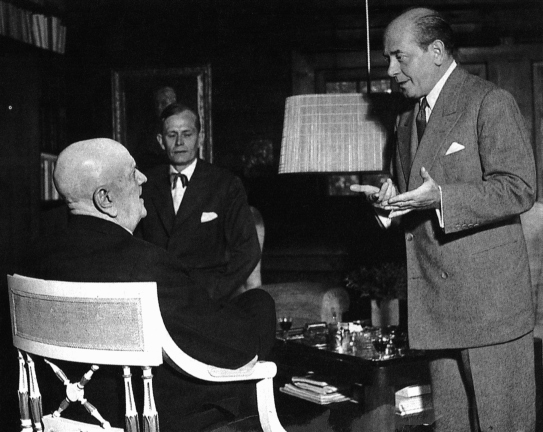
Von links: Jean Sibelius, Ringbom und Eugene Ormandy (1951)

Nils-Eric Ringbom (geboren am 27. Dezember 1907 in Turku, Russisches Kaiserreich; gestorben am 13. Februar 1988 in Helsinki) war ein finnischer Komponist, Musikwissenschaftler, Musikkritiker und Musikmanager.

## Leben
Nils-Eric Ringbom studierte Violine bei Leo Funtek an der Musikhochschule Helsinki und Musikwissenschaft an der Åbo Akademi bei Otto Andersson und wurde dort 1955 mit einer Dissertation über Probleme der Programmmusik promoviert. Als Violinist war er zwischen 1927 und 1933 Mitglied im Philharmonischen Orchester von Åbo. Seit 1938 arbeitete er als Bibliothekar bei der Helsingin kaupunginorkesteri (Helsinki Philharmonie) und wurde 1943 ihr Geschäftsführer. Diese Tätigkeit übte er bis zu seiner Pensionierung 1970 aus. Von 1951 bis 1960 leitete er den Sibelius-Festival, von 1966 bis 1971 den Helsinki-Festival und 1964 und 1965 den Sibelius Violin-Wettbewerb. Er war Mitglied des Direktoriums der finnischen Musikhochschule Sibelius-Akademie.
Ringbom gehörte zu den Gründern der finnischen Sektion der Internationalen Gesellschaft für Neue Musik (IGNM) und des Suomen Säveltäjät (Finnischer Komponistenverband). Für die schwedischsprachigen Zeitungen in Finnland schrieb er Musikkritiken.
Ringbom hat unter anderem fünf Sinfonien und eine Orchestersuite komponiert, 1952 wurde sein Bläsersextett bei der Tagung der IGNM in Salzburg aufgeführt.

## Schriften (Auswahl)
- Helsingfors orkesterföretag 1882–1932. Helsingfors, 1932
- Sibelius. Stockholm: Albert Bonniers Förlag, 1948
  - Jean Sibelius: Ein Meister und sein Werk. Aus d. Schwed. übertr. von Edzard Schaper. Olten: Walter, 1950
- Über die Deutbarkeit der Tonkunst. Wiesbaden: Breitkopf & Härtel, 1955. (Die Dissertation war auch ursprünglich auf Deutsch geschrieben.)